# Sangō
Pour les articles homonymes, voir Sango (homonymie).
Sangō (三郷町, Sangō-chō) est un bourg du district d'Ikoma, dans la préfecture de Nara au Japon.

## Géographie

### Démographie
Au 1er décembre 2014, la population de Sangō s'élevait à 23 479 habitants répartis sur une superficie de 8,80 km2.